# Дэнфорт, Джастин
Джа́стин Дэ́нфорт (англ. Justin Danforth; род. 15 марта 1993, Ошава, Онтарио) — канадский хоккеист, правый крайний нападающий клуба НХЛ «Баффало Сейбрз». Чемпион мира 2021 года в составе сборной Канады.

## Юниорская карьера
Джастин Дэнфорт родился 15 марта 1993 года в городе Ошава провинции Онтарио. Впервые встал на коньки и начал заниматься хоккеем в возрасте четырёх лет по настоянию отца. В основном играл за юниорские клубы из системы хоккейного клуба «Ошава Дженералз». В 2010 году для продолжения карьеры выбрал клуб «Кобург Кугарс» из OJHL. Играл за клуб из Кобурга до 2013 года, провёл 134 матча, в которых набрал 141 (57+84) очко. Наиболее успешным стал последний сезон в OJHL — за 43 игры набрал 56 (22+34) очков.
В 2013 году поступил в Университет Святейшего Сердца и начал выступление в NCAA (AHA) за студенческую хоккейную команду университета «Пионерс». В своём дебютном сезоне 2013/14 стал лучшим бомбардиром команды — сыграл 36 матчей и набрал 29 (5+24) очков. Кроме того, по итогам сезона он был признан лучшим новичком года в AHA. В следующем сезоне результативность игрока упала — 22 (7+15) очка за 38 матчей. Самым результативным выдался сезон 2015/16, в котором он сыграл 36 матчей и набрал 41 (20+21) очко. В этом же сезоне оформил хет-трик в матче с «Лейкерс» 16 января. Всего за студенческую команду отыграл 4 года и за это время полностью окончил обучение, получив высшее образование по специальности «Спортивный менеджмент». В студенческой лиге провёл четыре сезона, сыграл 147 матчей, набрал 124 (42+82) очка.

## Профессиональная карьера

### ECHL и АХЛ
В 2017 году, закончив учёбу в университете, подписывает несколько любительских контрактов с хоккейными клубами «Рединг Роялс», «Бриджпорт Саунд Тайгерс», «Рочестер Американс». В подписании с игроком однолетнего профессионального контракта заинтересовался клуб из АХЛ «Рочестер Американс», на чьё предложение и согласился Джастин Дэнфорт. Одновременно с игрой в АХЛ играл и в ECHL за фарм-клуб — «Цинциннати Сайклонс». Всего в сезоне 2017/18 сыграл в АХЛ 15 игр, набрал 5 (2+3) очков, а в ECHL провёл 44 матча и набрал 59 (28+31) очков.

### Переезд в Финляндию
В 2018 году Дэнфорт закончил свой первый сезон на профессиональном уровне. Игроком заинтересовался финский клуб «Лукко», с которым он подписал однолетний контракт по схеме «1+1». В своём первом сезоне за финский клуб стал лучшим игроком в своей команде и одним из лучших игроков сезона 2018/19 — сыграл 59 матчей и набрал 52 (18+34) очка. В плей-офф сыграл 7 матчей и набрал 4 (2+2) очка. По окончании сезона продлил предыдущий контракт.
В сезоне 2019/20 сыграл ещё лучше, чем в прошлом сезоне — 56 матчей и 60 (27+33) очков. Набранные 60 очков позволили ему стать лучшим бомбардиром финской лиги в сезоне 2019/20 и стать обладателем награды «Золотой шлем». Тем не менее, «Лукко» в плей-офф не вышел.

### КХЛ
После двух сезонов в «Лукко» нападающий получил однолетнее контрактное предложение от российского клуба из КХЛ — «Витязя» из Подольска. Это предложение было принято игроком в мае 2020 года. Но в июле 2020 года ему пришлось пойти на понижение зарплаты из-за финансовых проблем у подольского клуба. В сезоне 2020/21 Дэнфорт стал важной частью звена ДДТ, которое составляли Каспарс Даугавиньш, Джастин Дэнфорт, Маттиас Теденбю. Так, за свой первый и единственный сезон в КХЛ он набрал 55 (23+32) очков в 58 матчах и стал одним из лучших бомбардиров сезона.

### Возвращение в Северную Америку

#### «Коламбус Блю Джекетс»
Проведя несколько сезонов в европейских лигах, Дэнфорт получил предложение от «Коламбус Блю Джекетс» и в мае 2021 года стороны подписал однолетний контракт на сумму $750 тысяч, генеральный менеджер клуба также отметил старания и работу игрока в Европе. Сезон НХЛ 2021/22 стал для нападающего первым сезоном в НХЛ. Перед началом сезона, 10 октября, был отправлен в фарм-клуб «Кливленд Монстерз» из АХЛ. 16 октября 2021 года был вызван в состав основной команды. Последний раз отправлялся в фарм-клуб 28 октября 2021 года. 15 ноября 2021 года вернулся в НХЛ и в этот же день сыграл свой первый матч в НХЛ, соперником выступил «Детройт Ред Уингз». В следующем матче забросил первую шайбу в НХЛ в ворота «Аризона Койотис». 30 декабря 2021 года в матче с «Нэшвилл Предаторз» получил травму, вернулся в состав 20 февраля 2022 года. Всего за свой дебютный сезон в НХЛ провёл 45 матчей и набрал 14 (10+4) очков. По итогам сезона был номинирован на «Билл Мастертон Трофи».
В марте 2022 года продлил контракт с «Коламбус Блю Джекетс» на два года с общей суммой $1,95 млн. В сезоне НХЛ 2022/23 сыграл всего 6 матчей и набрал 3 (2+1) очка. Причиной того, что нападающий сыграл лишь в шести матчах сезона стало то, что 22 октября 2022 года в матче с «Питтсбург Пингвинз» он получил травму плеча, из-за чего пропустил весь остаток сезона.
Несмотря на то, что игрок получил травму и пропустил весь сезон 2022/23, 11 октября 2023 года руководство «Блю Джекетс» решило продлить контракт с Джастином Дэнфортом на один год, сумма контракта составила $1,1 млн. После травмы нападающий успел восстановиться к сезону НХЛ 2023/24. Всего за сезон сыграл 71 матч и набрал 26 (10+16) очков. В матче с «Нэшвилл Предаторз» отметился ассистентским хет-триком и впервые в своей карьере набрал 3 очка за матч.
Начало сезона НХЛ 2024/25 игрок пропустил из-за травмы запястья, но к 17 октября 2024 года он был выведен из списка травмированных. В матче с «Торонто Мейпл Лифс» 22 октября того же года набрал 3 (1+2) очка, которые стали первыми для Дэнфорта в новом сезоне. 10 декабря 2024 года в матче с «Филадельфия Флайерз» нападающий снова получил травму и 22 декабря был включён в список травмированных. 15 января 2025 года вернулся к тренировкам с основным составом, а уже 20 января был выведен из списка травмированных и сыграл в матче против «Нью-Йорк Рейнджерс». Сезон завершился неудовлетворительно — пятый год подряд «Коламбус Блю Джекетс» остаётся вне плей-офф Кубка Стэнли, а Дэнфорт четвертый год подряд не сыграет в плей-офф. В регулярном чемпионате нападающий сыграл 61 матч и набрал 21 (9+12) очко.

#### «Баффало Сейбрз»
По окончании сезона НХЛ 2024/25 «Коламбус Блю Джекетс» не сделал контрактное предложение Дэнфорту. Так, 1 июля 2025 года, проведя в команде 4 года, нападающий вышел на рынок в статусе неограниченно свободного агента. Однако уже 2 июля 2025 года клуб «Баффало Сейбрз» объявил о подписании с игроком двухлетнего контракта на общую сумму $3,6 млн.

### В сборной
Впервые за национальную сборную Джастин Дэнфорт сыграл в ноябре 2011 года на WJAC, которое проводилось под эгидой Канадской юниорской хоккейной лиги. На чемпионате выступало две юниорских канадских сборных — сборная восточной Канады и сборная западной Канады. Нападающий стал игроком сборной восточной Канады, которая по итогам чемпионата заняла второе место, уступив в финале сборной западной Канады. В ноябре 2012 года был снова вызван в состав сборной восточной Канады для участия в WJAC. На чемпионате 2012 года сборная восточной Канады заняла четвёртое место. Всего за юниорскую сборную сыграл 9 матчей, набрал 2 (2+0) очка.
В состав основной сборной Канады Джастин Дэнфорт был вызван в декабре 2019 года для участия на турнире «Кубок Шпенглера». Всего на турнире 2019 года нападающий сыграл 4 матча и набрал 1 (0+1) очко.
В мае 2021 года игрок был вызван в состав сборной Канады для участия на чемпионате мира 2021 года. Он сыграл в девяти матчах и набрал 1 (1+0) очко. Свою единственную шайбу на чемпионате Дэнфорт забросил в полуфинальном матче в ворота сборной США и помог команде выйти в финал, в котором сборная Канады обыграла сборную Финляндии и стала чемпионом мира, завоевав золотую медаль.

## Стиль игры
Джастин Дэнфорт является игроком с низким ростом и обладает хорошим катанием, которое он тренировал с детства одновременно с игрой в лякросс. Будучи негабаритным игроком, он старается обыгрывать соперника за счёт своего упорства и скорости, играть в физический и жёсткий хоккей. Энергичность и старания игрока также отмечал и главный тренер «Коламбус Блю Джекетс» Брэд Ларсен. Со словами Брэда Ларсена соглашается и нападающий Шон Курали, отмечая мастерство и безустанность Джастина Дэнфорта. Кроме того, его сравнивают с бывшим игроком «Коламбус Блю Джекетс» Дереком Маккензи, который так же обладал низким игроком, но добился успеха за счёт упорства.

## Достижения

### Командные

#### В сборной
| Год  | Команда                            | Достижение                 |
| ---- | ---------------------------------- | -------------------------- |
| 2011 | Юниорская сборная Восточной Канады | Серебряный призёр WJAC     |
| 2019 | Сборная Канады                     | Обладатель Кубка Шпенглера |
| 2021 | Сборная Канады                     | Чемпион мира               |

### Личные

#### Юниорская карьера
| Год  | Команда                       | Достижение                                      |
| ---- | ----------------------------- | ----------------------------------------------- |
| 2013 | Кобург Кугарс                 | Попадание в Сборную всех звёзд OJHL             |
| 2014 | Университет Святейшего Сердца | Попадание в Сборную молодых звёзд NCAA (AHA)    |
| 2014 | Университет Святейшего Сердца | Лучший новичок года NCAA (AHA)                  |
| 2016 | Университет Святейшего Сердца | Попадание в Сборную всех конференций NCAA (AHA) |
| 2017 | Университет Святейшего Сердца | Попадание в Сборную всех звёзд NCAA (AHA)       |

#### ECHL
| Год  | Команда             | Достижение                                     |
| ---- | ------------------- | ---------------------------------------------- |
| 2018 | Цинциннати Сайклонс | Попадание в Сборную всех звёзд ECHL            |
| 2018 | Цинциннати Сайклонс | Участник Матча всех звёзд ECHL                 |
| 2018 | Цинциннати Сайклонс | Лучший новичок года ECHL (John A Daley Trophy) |
| 2018 | Цинциннати Сайклонс | Попадание в Сборную молодых звёзд ECHL         |

#### Liiga
| Год  | Команда | Достижение                                                         |
| ---- | ------- | ------------------------------------------------------------------ |
| 2020 | Лукко   | Лучший игрок регулярного чемпионата (Lasse Oksanen Award)          |
| 2020 | Лукко   | Обладатель приза «Золотой шлем» («Golden Helmet»)                  |
| 2020 | Лукко   | Лучший бомбардир регулярного чемпионата (Veli-Pekka Ketola Trophy) |
| 2020 | Лукко   | Лучший игрок месяца (февраль)                                      |
| 2020 | Лукко   | Попадание в Сборную всех звёзд Liiga                               |

#### КХЛ
| Год  | Команда | Достижение                         |
| ---- | ------- | ---------------------------------- |
| 2021 | Витязь  | Лучший нападающий месяца (октябрь) |

#### НХЛ
| Год  | Команда              | Достижение                         |
| ---- | -------------------- | ---------------------------------- |
| 2022 | Коламбус Блю Джекетс | Номинант на «Билл Мастертон Трофи» |

По данным Eliteprospects.com

## Статистика
| Легенда | Легенда                    | Легенда | Легенда                   | Легенда | Легенда    |
| ------- | -------------------------- | ------- | ------------------------- | ------- | ---------- |
| И       | Количество проведённых игр | Штр     | Штрафное время            | +/−     | Плюс-минус |
| Г       | Голы                       | П       | Голевые передачи          | О       | Очки       |
| -       | Статистика неизвестна      | —       | Статистика не учитывалась |         |            |

### Клубная карьера
По данным NHL.com, KHL.ru, AHL.com, ECHL.com, Liiga.fi, Eliteprospects.com

### В сборной
По данным Eliteprospects.com

## Комментарии
1. ↑  Ассистентский хет-трик в хоккее — это три результативные передачи, которые сделал один игрок в одном матче